# The Scarred People
The Scarred People – dziesiąty studyjny album szwedzkiej grupy muzycznej Tiamat. Wydany został w 2012 roku nakładem wytwórni muzycznej Napalm Records. Nagrania zostały zarejestrowane w Woodhouse Studios w Hagen.

## Lista utworów
1. „The Scarred People” – 6:38
2. „Winter Dawn” – 4:13
3. „384” – 4:25
4. „Radiant Star” – 3:45
5. „The Sun Also Rises” – 5:06
6. „Before Another Wilbury Dies” – 1:39
7. „Love Terrorists” – 5:42
8. „Messinian Letter” – 4:19
9. „Thunder & Lightning” – 4:32
10. „Tiznit” – 3:03
11. „Born to Die” – 4:42 (utwór dodatkowy)
12. „The Red Of The Morning Sun” – 4:21
13. „Paradise” – 5:28 (utwór dodatkowy)
14. „Divided” (wersja koncertowa, utwór dodatkowy)
15. „Cain” (wersja koncertowa, utwór dodatkowy)